# Kevin Beattie
Thomas Kevin Beattie (Carlisle, 18 dicembre 1953 – Ipswich, 16 settembre 2018) è stato un calciatore e allenatore di calcio britannico, di ruolo difensore.
Nato in povertà, ha giocato sia a livello professionistico che internazionale, principalmente come difensore centrale. Ha trascorso la maggior parte della sua carriera da giocatore all'Ipswich Town, il club con il quale ha vinto sia la FA Cup che la Coppa UEFA. È stato anche nominato come giovane giocatore dell'anno della prima edizione della Professional Footballers 'Association of the Year alla fine della stagione 1972-73 e ha recitato nel film Fuga per la vittoria insieme a molti dei suoi compagni di squadra dell'Ipswich.
La carriera da giocatore di Beattie lo ha portato dalle stalle alla ricchezza, ma secondo il Daily Telegraph era "maledetto per essere sia soggetto a infortuni che a incidenti". La sua carriera da giocatore ha incluso alcune polemiche, in particolare quando è scomparso dopo essere stato selezionato per la squadra inglese under 23. Dopo essersi ritirato dal gioco, è caduto nella disoccupazione e nell'abuso di alcol e ha pensato al suicidio, prima di trovare uno scopo ancora una volta e una nuova carriera in età avanzata, come commentatore di calcio in televisione e radio.
Beattie è stato definito il miglior giocatore in assoluto dell'Ipswich Town da molti esperti e sondaggi. L'allenatore dell'Ipswich (e poi dell'Inghilterra) Bobby Robson lo definì il miglior giocatore inglese che avesse mai visto.

## Biografia
Thomas Kevin Beattie è nato a Carlisle il 18 dicembre 1953. La sua famiglia viveva nella tenuta di Botcherby ed era uno dei nove figli (cinque maschi e quattro femmine) di Thomas Beattie e sua moglie. Divenne noto con il suo secondo nome, poiché anche suo padre si chiamava così. La madre di Beattie era una donna delle pulizie in un negozio di tè Lipton, mentre suo padre lavorava per il National Coal Board, consegnando carbone.
Sposato con Margaret A. Boldy dal giugno 1974, ha avuto tre figlie: Emma  Lynett, Sarah Jane e Louise Ann.
Muore il 16 settembre 2018, a 64 anni, per un sospetto attacco cardiaco.

## Carriera

### Giocatore

#### Club
Kevin Beattie ha iniziato la sua carriera da giocatore nel 1972 all'Ipswich Town. Già nella prima stagione 1972/73 fu impiegato in 38 partite di campionato e segnò 5 gol. Con la squadra allenata da Bobby Robson, ha vinto la FA Cup del 1978 battendo l'Arsenal 1-0. Nella lega calcistica della First Division nel 1980/81, lui e la sua squadra sono arrivati secondi dietro all'Aston Villa e hanno anche vinto la Coppa UEFA 1980-1981. In finale l'Ipswich Town ha sconfitto la rappresentativa olandese AZ Alkmaar 3-0. Nella semifinale di FA Cup contro il Manchester City ha perso 0-4 e si è rotto un braccio.
Beattie, afflitto da numerosi infortuni, si ritirò dall'Ipswich Town nel 1982 a soli 28 anni. Negli anni successivi, ha giocato e fatto alcune apparizioni con il Colchester United, il Middlesbrough FC e il Sandvikens IF prima di ritirarsi definitivamente.

#### Nazionale
Beattie ha debuttato con l'Inghilterra il 16 aprile 1975 nella vittoria casalinga per 5-0 contro Cipro nelle qualificazioni a Euro 1976. Poco più di un mese dopo ha segnato il primo e unico gol della sua carriera internazionale in una partita internazionale contro la Scozia.

### Allenatore
Ad ottobre 1986, Beattie divenne allenatore del Kongsberg.

## Palmarès

### Club

#### Competizioni nazionali
- Coppa d'Inghilterra: 1

Ipswich Town: 1977-1978

#### Competizioni internazionali
- Coppa UEFA: 1

Ipswich Town: 1980-1981

### Individuale
- Giovane dell'anno della PFA:1

1974

## Nella cultura di massa
Nel film Fuga per la vittoria (1981) di John Huston, su una partita di calcio a Parigi durante la seconda guerra mondiale, ha doppiato l'attore britannico Michael Caine nelle scene di gioco.